# アロンゾ・バートン・ヘボン
アロンゾ・バートン・ヘボン（Alonzo Barton Hepburn、1846年7月24日 - 1922年1月25日）は、アメリカ合衆国の政治家、銀行家。政治家としては、ニューヨーク州議会議員を務め、後にニューヨーク州を拠点とする鉄道トラストとして有名になる事業者の取引を調査する1879年ヘボン委員会の委員長を務めた。1892年から1893年まで連邦財務省の通貨監督官を務めた。銀行家としては、JPモルガン・チェースの母体行の1つであるチェース・ナショナル・バンクの頭取を務めた。

## 経歴

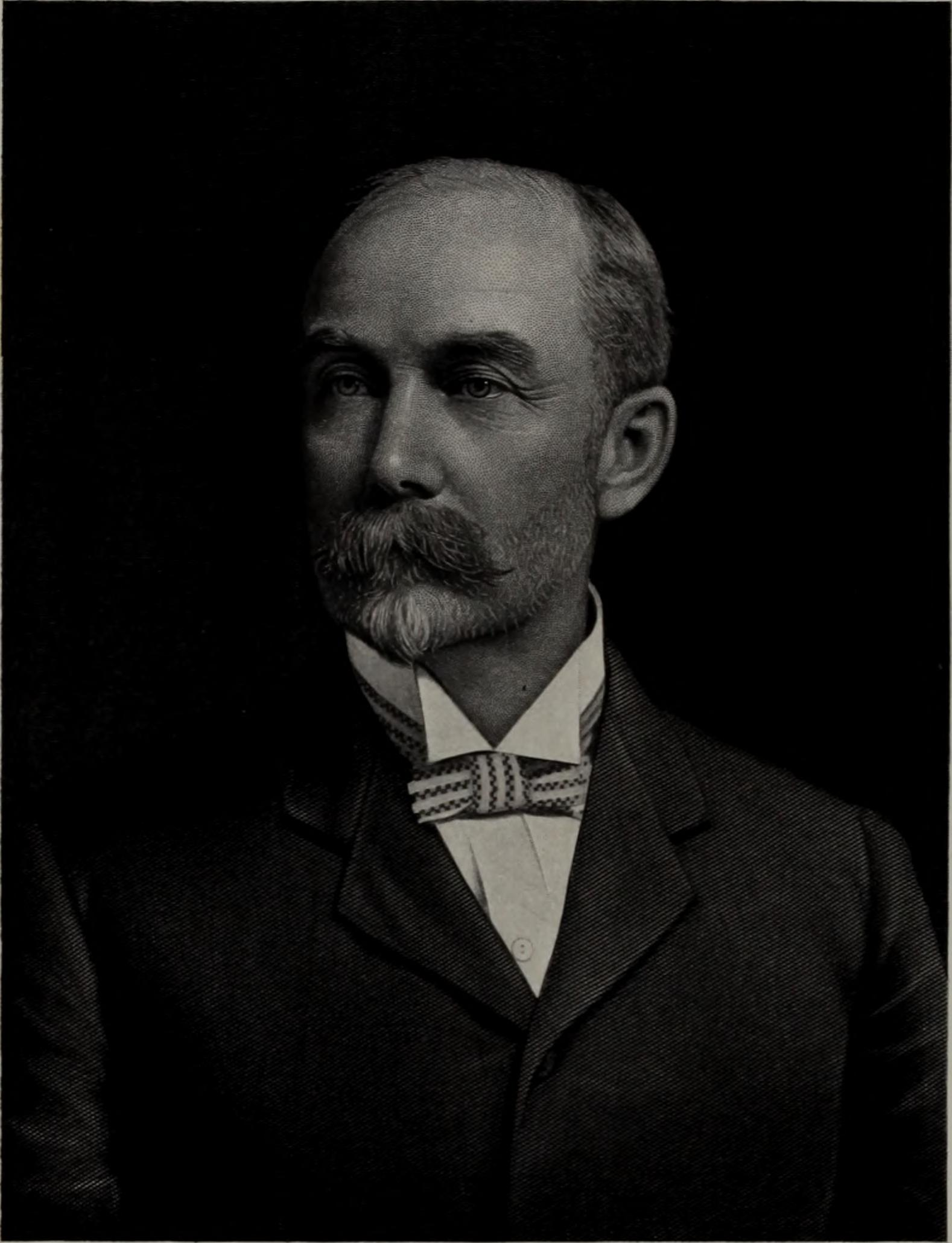
1913年の出版物に掲載された肖像

### 系譜・教育
ヘボンは、1846年7月24日、ニューヨーク州セントローレンス郡コルトンの農場にて、父Zina Earl Hepburn(1798–1874)と母Beulah (旧姓Gray) Hepburn(1807–1900)の間に4人兄弟の四男として生まれた。ヘボン一族は18世紀後半にスコットランドから移住した。母方の伯父は地方紙クリーヴランド・プレイン・ディーラーの創業者の一人である。
St. Lawrence Academy、オスウェゴにあるthe Fuller Academyを経て、1871年にミドルベリー大学を卒業した。後年同大学の理事を務めた。

### 教師として
1871年にSt. Lawrence Academy（現在のセント・ローレンス大学）に数学の教授として戻り、続いてOgdensburg Educational Instituteの校長、教育委員を歴任する傍ら、法学を学んだ。1906年、セント・ローレンス大学から名誉学位を授与された。

### ニューヨーク州下院議員として
1875年から1879年まで、ニューヨーク州下院議員に選出された（共和党、セントローレンス郡第2選挙区）。在任期間中、1879年に鉄道会社がリベートを支払う慣行について調査するよう州下院から命じられた。石油業界に関係のない商人たちが公聴会の開催を要求していた。
委員会の調査以前には、一見すると独立しているように見える製油所やパイプラインに対しスタンダード・オイルが及ぼしている支配力や影響力の大きさについて知っている者はほとんどおらず、同社内の十数人が同社の影響力について知っていたのみであった。委員会の顧問弁護士であるサイモン・スターンはエリー鉄道やニューヨーク・セントラル鉄道の代表者たちに質問を行い、両社の長距離輸送の少なくとも半分についてリベートを付与し、この輸送の大半がスタンダード・オイルのものであることを突き止めた。そこで委員会はスタンダード・オイルの影響力へと調査の焦点を移した。Acme Oil Companyの社長ジョン・ダスティン・アーチボルトは、同社がスタンダード・オイルと関連性を持つことを否定した。その後彼はスタンダード・オイルの取締役であることを認めた。委員会の最終報告書では鉄道会社のリベート政策について批判し、スタンダード・オイルをその一例として指摘した。スタンダード・オイルの長距離輸送手段が今や長距離パイプラインに移行していたことから、この批判は同社の利益にとって大きな痛手とはならなかった。

### 銀行家として
1880年4月13日、ヘボンはニューヨーク州銀行局の監督官に任命され、1883年にウィリス・ペインが後任として任命されるまで職を務めた。その後3年間ニューヨーク、ブルックリン両市の銀行検査官の職を務め、続いてベンジャミン・ハリソン大統領により通貨監督官に任命された。金融、経済問題の権威と国際的に認知されたヘボンはグロバー・クリーブランド大統領の就任時に銀行業に復帰し、Third National Bank of New Yorkの頭取に就任した。1897年、同行が他の銀行と合併してナショナル・シティ・バンクができた際には同行の副頭取に就任した。続いて、 Henry W. Cannonの後任としてチェース・ナショナル・バンクの頭取に就任した。また、スチュードベーカーの取締役も務めた。
経済、金融問題に関する著作も多く、History of Coinage and Currency in the United States: Perennial Contest for Sound Money (1903)、 A History of Currency in the United States (1915)、Artificial Waterways and Commercial Development(1909)などを執筆した。雑誌や定期刊行物にも数多く執筆した。

## 私生活
1873年、ヘボンはバーモント州セント・オールバンス出身のHarriet A. Fisherと結婚した。彼女は1881年に夫と二人の息子を残し亡くなった：
- Harold Barton Hepburn (d. 1892)[9]
- Charles Fisher Hepburn (1878–1923),[10]、配偶者はAlice Smith (1881–1914)（Horatio Alden Smithの娘）[11]

1887年、ヘボンはバーモント州モントピリア出身で女性参政権論者のEmily L. Eaton (1865–1956)と再婚した。Emilyはアメリカの連邦公務員制度改革に尽力した弁護士ドーマン・ブリッジマン・イートンの姪だった。2人はパーク・アベニュー471番地に住み、2人の娘をもうけた：
- Beulah Eaton Hepburn (1890–1978)[13]。ニューハンプシャー州ウィルトン（英語版）にある High Mowing Schoolの創設者で、海軍少将のRobert R. M. Emmetと結婚した[14]
- Cordelia Susan Hepburn (1894–1960)[15]。1923年に[16]ハーバード大学卒業生で証券マンのPaul Cushman (1891–1971)と結婚した[17]

1922年1月25日、ヘボンは5番街で遭遇したバス事故による負傷が原因で、ニューヨークで亡くなった。彼は1000万ドル近い財産を残した。彼の死後、妻のEmilyは5番街と東49丁目の角にビークマン・タワーの建設計画を進めた。俳優のバートン・ヘボンは、アロンゾ・バートンの息子チャールズの息子で、アロンゾ・バートンの孫に当たる。

## 慈善事業と遺産

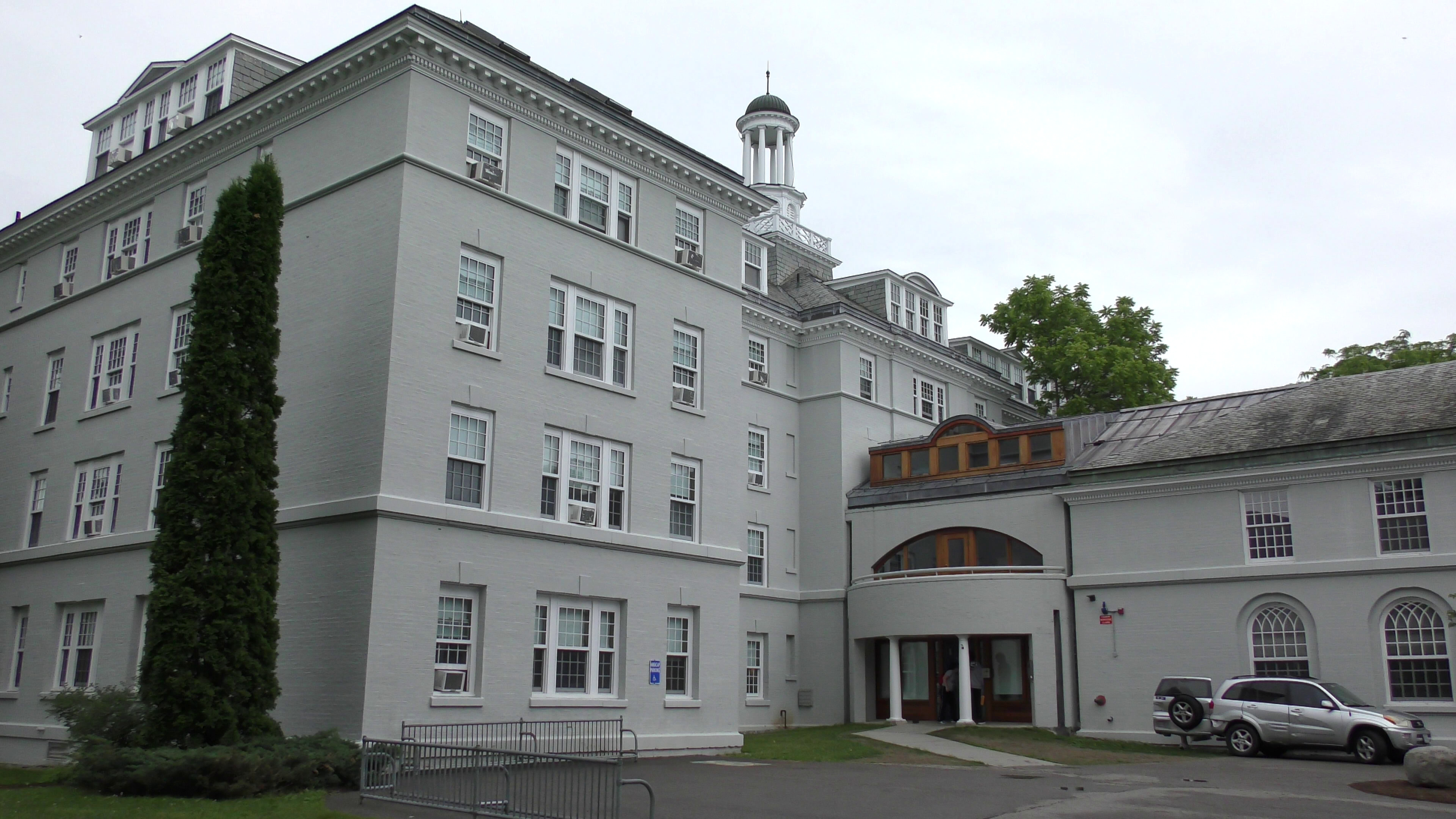
Hepburn Hall at Middlebury College

慈善として、ヘボンはセントローレンス地区監督官を務めていたとき、彼が監督していた各学校のために図書館を建設するための費用を寄付した。このうち3つの図書館がアメリカ合衆国国家歴史登録財に登録されている：ノーフォークのヘボン図書館、コルトンのヘボン図書館、リスボンのヘボン図書館
彼の名前を冠したミドルベリー大学の学生寮ヘボンホールはヘボンの資金援助により建設された。当初建物はキャンパスの外観を明るくしたいというヘボンの希望により黄色に塗られたが、同キャンパスの他の建物との調和のために彼の死後に灰色に塗り直された。ヘボンホールは、ヘボンズーというかつての食堂、現在のブラック・ボックス・シアターも備えているが、この名前は彼のハンティングトロフィーを飾るための部屋であったことに由来している。
ヘボンは、明治学院の創始者で遠縁にあたる宣教師ジェームス・カーティス・ヘボンから日本のことを聞き、緊張の高まる日米関係の緩和のために、東京帝国大学に対し渋沢栄一を通じて国際法、国際礼譲に関する講座の寄付を申し出た。東大法学部には既に国際法や外交史の講座は設けられていたことから、米国史、米国憲法に関する講座を設け、日本人教授を置き、そのために若手研究者を米国に3年間留学させることを逆提案し、ヘボンもこれを受け入れ、1923年8月に正式に「米国憲法・歴史及外交講座」（通称「ヘボン講座」）が設けられ、初代教授に高木八尺が就任した。講座の正式設置と前後して東京帝国大学では特別講義として新渡戸稲造、美濃部達吉、吉野作造、高柳賢三、姉崎正治、杉村陽太郎らによって米国の憲法、政治、外交等に関する講義が行われた。1921年3月から4月にかけて渋沢らの招待によりヘボン講座の開設に先立ち日本を訪問し、帰国の際に勲二等瑞宝章を受章している。

## 著作
- History of coinage and currency in the United States and the perennial contest for sound money. The Macmillan Co., New York (1903)
- Artificial waterways and commercial development (with a history of the Erie canal) The Macmillan Co., New York (1909)
- The story of an outing. Harper & Brothers, New York and London (1913)
- A History of Currency in the United States, with a Brief Description of the Currency Systems of All Commercial Nations. The Macmillan Co., New York (1915)
- Financing the war. A lecture delivered at Princeton University (January 11, 1918)